# Ceramida ohausi
Ceramida ohausi är en skalbaggsart som beskrevs av Edmund Reitter 1902. Ceramida ohausi ingår i släktet Ceramida och familjen Melolonthidae. Inga underarter finns listade.